# تایریک باکینسون
تایریک باکینسون (انگلیسی: Tyreeq Bakinson؛ زادهٔ ۱۰ اکتبر ۱۹۹۸) بازیکن فوتبال اهل بریتانیا است.
از باشگاه‌هایی که در آن بازی کرده‌است می‌توان به باشگاه فوتبال نیوپورت کانتی اشاره کرد.